# Blepharispermum hirtum
Blepharispermum hirtum là một loài thực vật có hoa thuộc họ Asteraceae.
Loài này có ở Oman và Yemen.
Chúng hiện đang bị đe dọa vì mất môi trường sống.